# Коледж-рок
Коледж-рок (англ. College rock) — американський термін, яким в 1980-ті роки позначали альтернативний рок.
Назва походить від того, що саме на радіостанціях при коледжах звучали перші альтернативні гурти, які представляли в той час нову хвилю, пост-панк та інші напрямки з ухилом в поп. У Великій Британії цьому терміну в той час відповідав  інді-рок. У 1990-ті роки більш широкий термін «альтернативний рок» витіснив «коледж-рок».

## Представники
Два найбільш впливові гурти коледж-року R.E.M. і The Smiths проклали дорогу для незліченних виконавців дженгл-попу в США (The dB's, Let's Active) та Великій Британії (The Housemartins, The La's). Однак коледж-рок охоплює і багато іншого. Це американський андеграундний пост-хардкор (Hüsker Dü, Sonic Youth, Minutemen, Meat Puppets, Dinosaur Jr., The Replacements), представники британської нової хвилі (XTC і Robyn Hitchcock), схожі химерні американські гурти (They Might Be Giants, Violent Femmes, Camper Van Beethoven, Pixies), фолк-рок (Billy Bragg, The Waterboys, 10,000 Maniacs), пост-панк (The Cure, Siouxsie & the Banshees), синті-поп (New Order, Depeche Mode).